# 石马公园
石马公园坐落在中华人民共和国湖南省娄底市市区，娄底市火车站旁边，始建于中华人民共和国建国之后，是一个集游览、娱乐和公共服务的综合性公园。石马公园的名字由来是“石马仑”，其面积一共有22.5公顷。

## 自然环境
石马公园的主题是一座小山，名叫“石马仑”，在石马山之上，建设了亭台楼阁、山中湖、儿童游乐设施等。

### 建筑
石马公园的主要建筑是御马湖、石马阁、浮雕屏风墙。

### 植被
石马公园主要植物是香樟树、钟山柏、广玉兰、白玉兰、桂花、水杉、桃花、红枫、油茶、马尾松、楠竹等。

## 图库

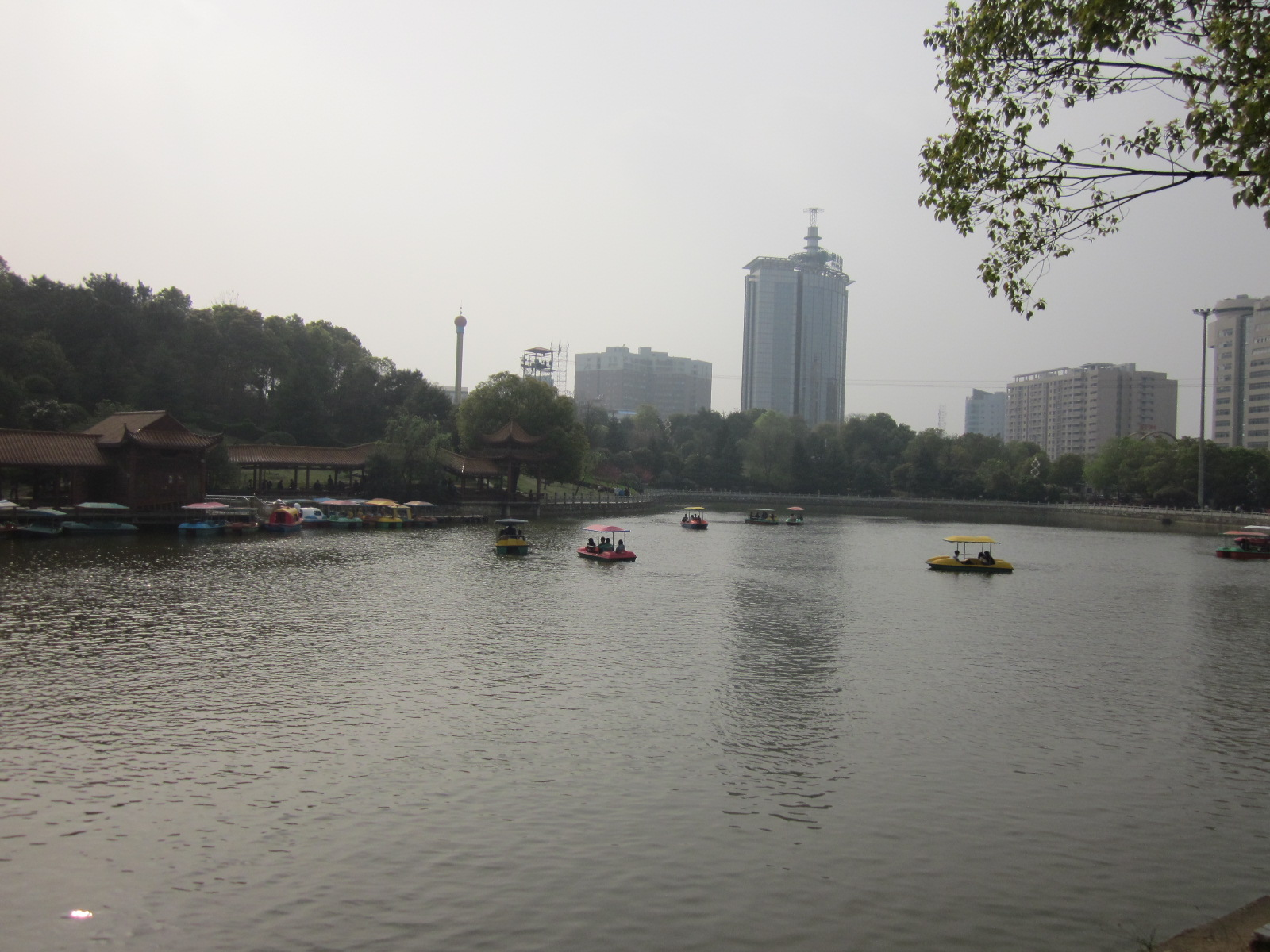
山中湖。
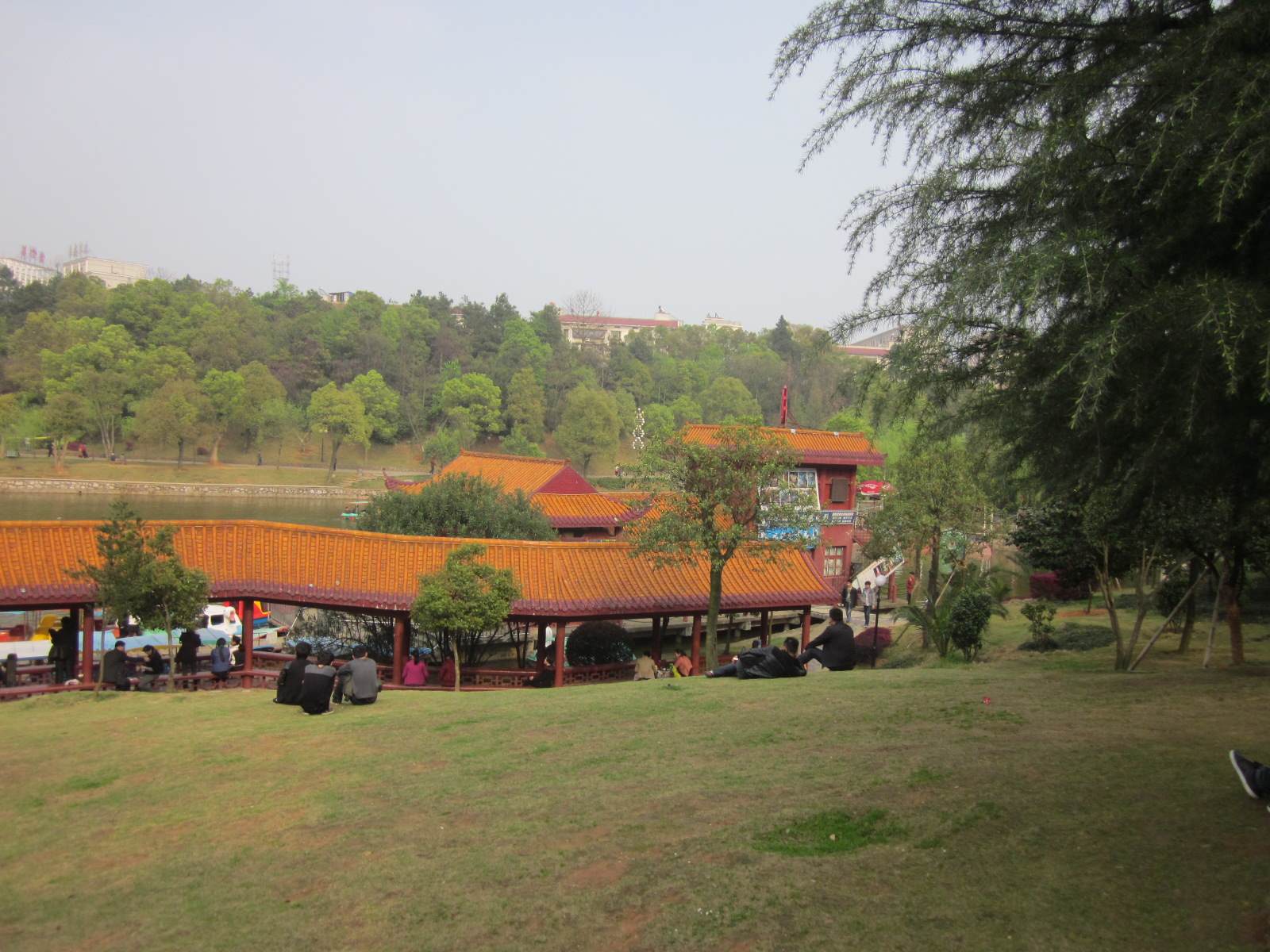
山坡。
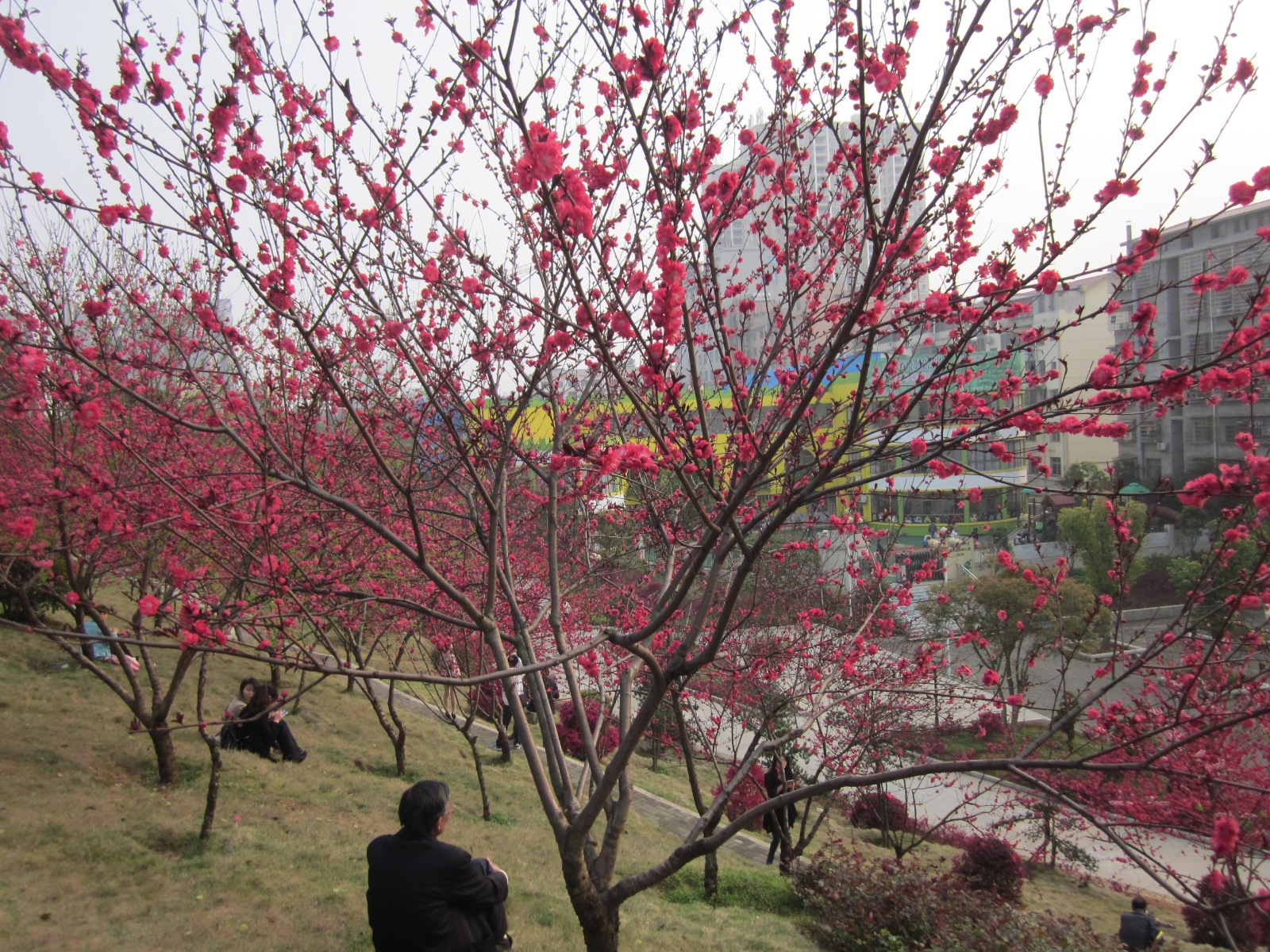
桃花。
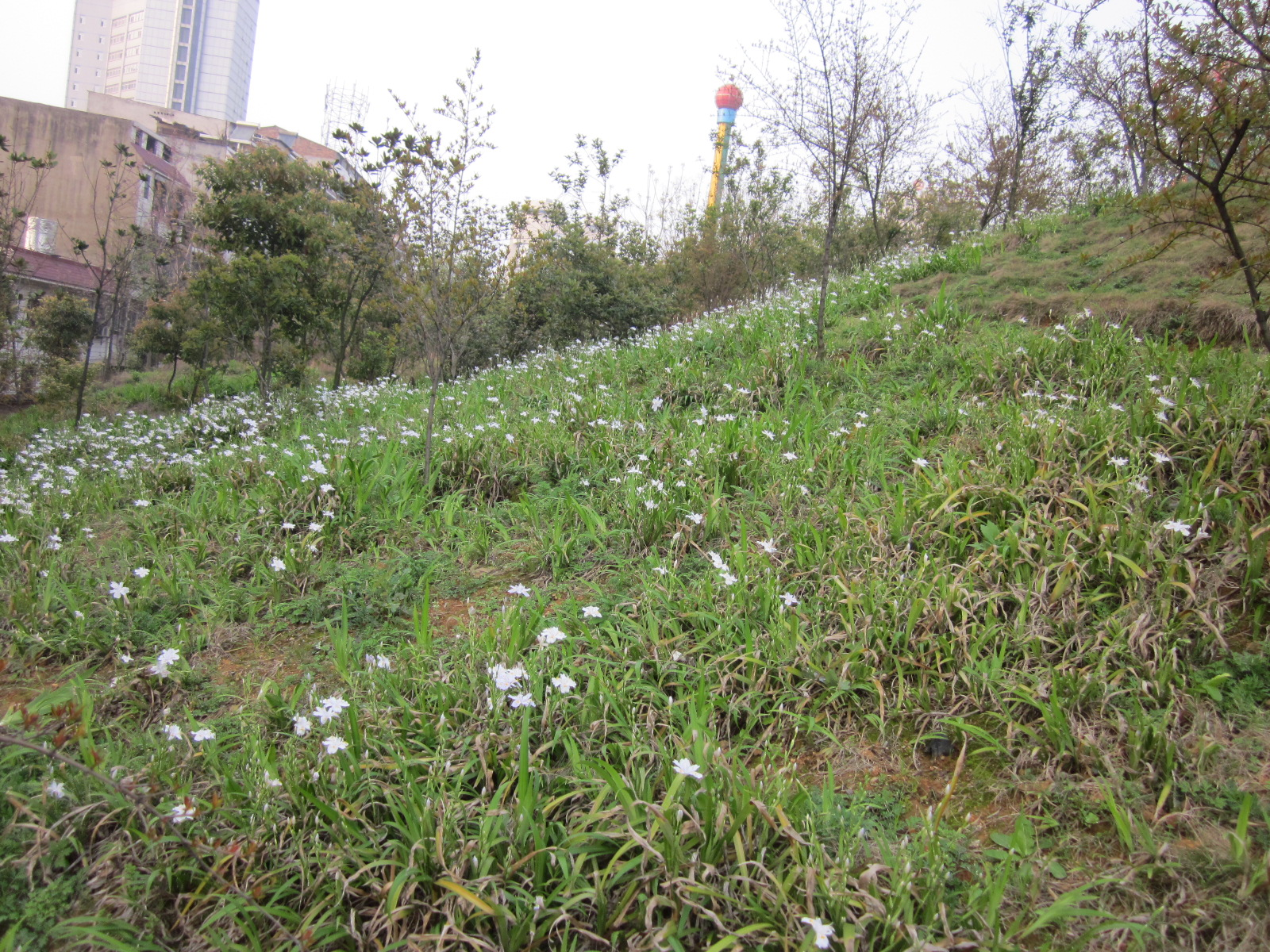
花卉。